# Щекотовская (Верховажский район)
Щекотовская — деревня в Верховажском районе Вологодской области.
Входит в состав Нижнекулойского сельского поселения, с точки зрения административно-территориального деления — в Нижнекулойский сельсовет.
Расстояние по автодороге до районного центра Верховажья — 44 км, до центра муниципального образования Урусовской — 6 км. Ближайшие населённые пункты — Герасимовская, Босыгинская, Ивонинская.
По переписи 2002 года население — 8 человек.